# Terra Mystica
Terra Mystica è un gioco da tavolo in stile tedesco di Helge Ostertag e Jens Drögemüller pubblicato da Feuerland Spiele in Germania nel 2012, successivamente pubblicato in inglese e francese da Z-Man Games.

## Partita
Il gioco inizia con ciascun giocatore che estrae una di quattordici fazioni di tema fantasy, ciascuna con le sue uniche e speciali capacità e costi associati a determinate attività. I giocatori fanno crescere i loro territori costruendo edifici sul tabellone di gioco. Ogni fazione è limitata a costruire solo su uno dei sette tipi di terreno che si trovano sul tabellone di gioco, questo rende possibile terraformare le caselle in modo da poterci costruire sopra, che rappresenta uno degli aspetti chiave del gioco.
Il gioco è diviso in sei round nel corso dei quali i giocatori effettuano un numero qualsiasi di azioni per migliorare la società rappresentata dalla loro fazione. Le azioni possono essere terraformare nuovi spazi, migliorare edifici esistenti, migliorare le infrastrutture come trasporti o aumentare lo stato sociale della fazione in una religione elementare. Quando un giocatore non può effettuare nuove azioni (o sceglie di non farne), deve passare. Un round termina dopo che tutti i giocatori hanno passato.
Un aspetto particolare del gioco è la meccanica dei suoi "punti di potenza". I punti di potenza sono utilizzati per lanciare incantesimi e possono essere anche convertiti in risorse. I punti di potenza sono divisi in tre "ciotole". Quando vengono guadagnati punti, inizialmente muovono dalla ciotola uno alla ciotola due. Quando la ciotola uno è vuota possono essere mossi dalla ciotola due alla ciotola tre. I punti di potenza possono essere utilizzati solo quando si trovano nella ciotola tre, ed a quel punto tornano nella ciotola uno.
I "punti di vittoria" sono accumulati nel corso del gioco per una certa varietà di attività. Il gioco dura sei round, dopo di che sono assegnati ulteriori punti di vittoria per gli scopi di fine gioco raggiunti. Vince il giocatore con la maggiore quantità di punti di vittoria.

## Espansioni
- Nel corso di Spiel 2013, sono state aggiunte quattro pedine di città come espansione gratuita promozionale[5].
- Nell'edizione di Spielbox del giugno 2012 è stata inclusa un'ulteriore pedina gratuita[5].
- Un'espansione totale ha portato al gioco Terra Mystica: Fire & Ice, pubblicato nel novembre 2014. Il nuovo gioco introduce nuove fazioni, due nuovi tipi di terreno e nuove varianti alle regole[6].
- Un'ulteriore espansione promozionale Terra Mystica: Erweiterungsbogen (o Terra Mystica Mini-Expansion nel Nord America) è stata pubblicata nel 2015. Tale espansione contiene le pedine di città e gratuite già pubblicate, una nuova pedina per misurare il passaggio dei round e nuove pedine di terreno per ogni fazione per dare un miglior bilanciamento al gioco. Sono state introdotte regole opzionali per le pedine di città delle fazioni per la comunità dei Boord Game Geek[7][8][9][10].
- Una app del gioco che funziona su mobile è stata pubblicata nell'aprile 2017 e portata a compimento l'8 giugno 2017: L'espansione Fire & Ice può inclusa nella app ed è disponibile a parte per la versione per mobile del gioco[11].
- Nel maggio 2018 è stata annunciata una nuova espansione Terra Mystica: Age of Innovation e si aspetta che sia pubblicata nel 2019. Tuttavia nel febbraio 2020 non si hanno ulteriori notizie[12]
- Nel 2018 è stata pubblicata una versione fantascientifica di Terra Mystica, denominata Gaia Project. Questa versione presenta molti meccanismi di Terra Mystica, ma molti sistemi sono stati riallineati[13]
- Alla fine del 2019 è stata pubblicata una seconda espansione totale di Terra Mistyca, indicata come Terra Mystica: Merchants of the Seas. Questa espansione introduce una nuova struttura per ogni fazione (incluse quelle di Fire & Ice), il "cantiere navale", che può essere usato per costruire navi che possono viaggiare nel terreno di fiumi e commerciare con le strutture degli altri giocatori. Alcune fazioni hanno capacità particolari una volta che hanno costruito un cantiere navale. Comprende anche nuove carte di vantaggio e pedine di favori ed un nuovo mazzo di pedine per registrare i round.

### Espansioni non ufficiali
L'espansione fatta nel 2015 dagli appassionati Artifacts presenta ulteriori carte che il giocatore può prendere una volta terminato il round finale e che possono fornire ulteriori punti di vittoria in base a ciò che hanno fatto nel corso del gioco. È gratuita e può essere stampata e giocata su BGG

## Premi e riconoscimenti
- 2013
  - Deutscher Spiele Preis: vincitore[15];
  - International Gamers Award: vincitore nella categoria Multiplayer Strategy Game (gioco di strategia per più giocatori)[16];
  - Jogoeu User's Game: vincitore[1];
  - Hra Roku: vincitore[1];
  - Gouden Ludo: vincitore[17];
  - Le Tric Trac d'Or: vincitore[18];
  - Nederlandse Spellenprijs: vincitore come miglior gioco per esperti[19];

## Campionato italiano di Terra Mystica
Dal 2018 la finale nazione è organizzata da B.I.G Board Italian Gamers.
| Edizione | Anno | Sede della finale | Manifestazione    | Campione d'Italia    | Secondo classificato | Terzo classificato  | Quarto classificato |
| -------- | ---- | ----------------- | ----------------- | -------------------- | -------------------- | ------------------- | ------------------- |
| I        | 2018 | -                 | -                 | Roberto Strazzabosco | Nicola Rigon         | Marco Del Pra       | Alessandro Giuliani |
| II       | 2019 | -                 | -                 | Alessio Bicego       | Marco Del Pra        | Alessandro Giuliani | Davide Genestreti   |
| III      | 2021 | Milano            | Giochi Sforzeschi | Alessandro Giuliani  | Alessio Bicego       | Giacomo Negrini     | Carmine Vattimo     |
| IV       | 2023 | Cesuna            | Bice Con          | Alessandro Giuliani  | Mattia Brugia        | Alessio Bicego      | Filippo Bortolotto  |